# Augenminiatur

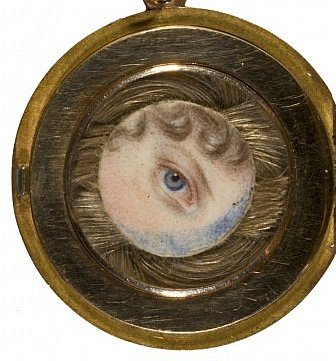
Prinzessin Charlotte von Wales, 1796–1817, von Charlotte Jones

Eye miniatures (deutsch Augenminiaturen) oder Lovers’ eyes waren Miniaturen aus der Ära des Hanoverian England, zumeist als Aquarell auf Elfenbein ausgeführt, die ein oder beide Augen eines Partners, Geliebten oder Kindes zeigen. Sie wurden gewöhnlich aus sentimentalen Gründen in Auftrag gegeben und wurden als Armbänder, Broschen, Anhänger oder Ringe mit reich dekorierten Rahmen getragen. Sie erfüllten die gleichen emotionalen Bedürfnisse wie Medaillons, die Porträts oder Haarlocken verbergen.
Diese Mode begann im 18. Jahrhundert, als Miniaturisten wie Richard Cosway (1742–1821) und George Engleheart die ersten Stücke schufen.

## Geschichte
Als Ursprung der eye miniatures wird angenommen, dass der Prince of Wales (später George IV.) das emotionale Bedürfnis hatte, der Witwe Maria Fitzherbert ein Pfand seiner Liebe zu senden. Die Geste und die Romanze wurden vom Hof missbilligt. Daher wurde ein Miniaturist beauftragt, nur das Auge zu malen und so Anonymität und Anstand zu wahren. Das Paar absolvierte am 15. Dezember 1785 eine Trauungszeremonie, obwohl die Ungültigkeit der Ehe aufgrund des Royal Marriages Act allen Beteiligten bekannt war, da George III. nicht zugestimmt hatte.
Es wird berichtet, dass George IV. Marias eye miniature unter dem Revers trug. Dies wird als Auslöser für diese Mode angesehen, die zwischen 1790 und 1820 an den Höfen und in den wohlhabenden Familien Englands, Russlands, Frankreichs und seltener Amerikas auftrat. Eine Notiz im Tagebuch von Lady Eleanor Butler beschreibt die Ankunft eines jungen Mannes, der die Grand Tour absolviert hatte und ein solches Auge in einem Ring aus Paris (“an Eye, done in Paris and set in a ring – a true French idea.”) mitgebracht hatte.
Die hohen Preise, die mit Originalen erzielt werden, haben einen Markt für Imitationen geschaffen.

## Illustrationen

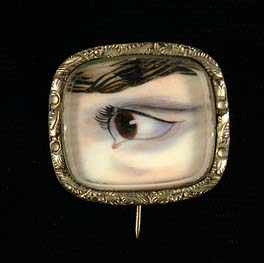
Das Auge von Maria Fitzherbert als Aquarell auf Elfenbein
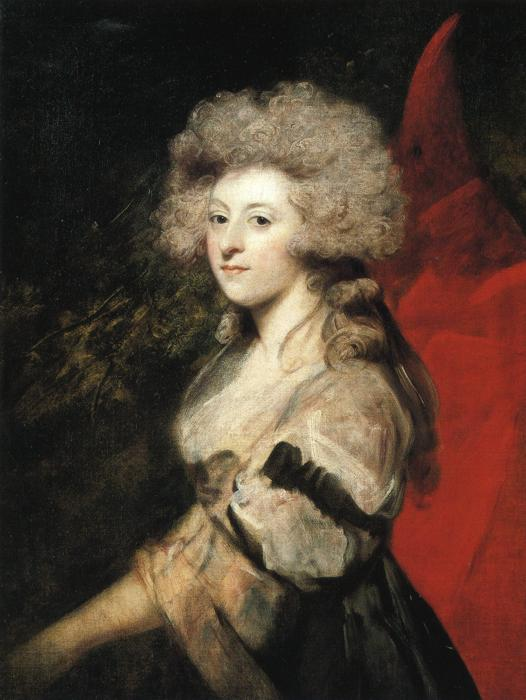
Maria Fitzherbert, Porträt von Joshua Reynolds
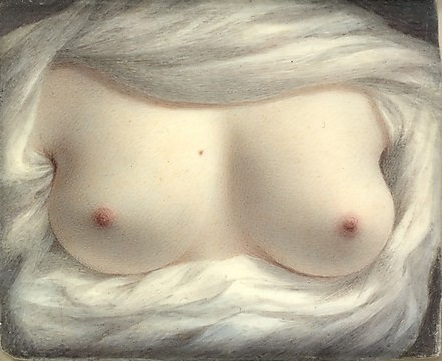
Sarah Goodridges ausschnittweises Selbstporträt war von den eye miniatures inspiriert